# Pizzo di Cadrèigh
Pizzo di Cadrèigh är en bergstopp i Schweiz.   Den ligger i distriktet Blenio och kantonen Ticino, i den sydöstra delen av landet, 120 km öster om huvudstaden Bern. Toppen på Pizzo di Cadrèigh är 2 516 meter över havet, eller 124 meter över den omgivande terrängen. Bredden vid basen är 1,6 km.
Terrängen runt Pizzo di Cadrèigh är huvudsakligen mycket bergig. Närmaste större samhälle är Disentis, 17,2 km norr om Pizzo di Cadrèigh. 
I omgivningarna runt Pizzo di Cadrèigh växer i huvudsak blandskog. Runt Pizzo di Cadrèigh är det glesbefolkat, med 16 invånare per kvadratkilometer.